# Грб Вестфолда
Грб Вестфолда је званични симбол норвешког округа Вестфолд. Грб је званично одобрен краљевском резолуцијом од 30. јануара 1970. године.

## Опис грба
Грб Вестфолда представљен је златним круном на црвеном пољу.
Круна симболизује то да је Вестфол био посебна краљевина током 9. века, а касније владајућа династија Вестфолда су постали краљеви целе Норвешке, што чини за покрајину има значење места рођења целе Норвешке краљевине. Круна је у облику као оне круне из раног средњег века, онакве какве се могу видети на печату краља Хакона V Магнусона из 14. века.